# Mazda Capella
Mazda Capella – samochód osobowy klasy średniej produkowany przez japońską firmę Mazda z przeznaczeniem na rynek rodzimy w latach 1970-2002. Poza Japonią znany jako Mazda 626. Dostępny jako: 2-drzwiowe coupé, 4-drzwiowy sedan oraz 5-drzwiowe kombi. Samochód został zastąpiony przez model 6. Powstało sześć generacji Capelli.

## Dane techniczne ('85 2000 Turbo)

### Silnik
- R4 2,0 l (1989 cm³), 2 zawory na cylinder, SOHC, turbo
- Układ zasilania: wtrysk EFi
- Średnica cylindra × skok tłoka: 86,00 mm × 86,00 mm
- Stopień sprężania: 7,8:1
- Moc maksymalna: 145 KM (107 kW) przy 5000 obr./min
- Maksymalny moment obrotowy: 216 N•m przy 3000 obr./min

### Osiągi
- Przyspieszenie 0-100 km/h: b/d
- Prędkość maksymalna: b/d

## Dane techniczne ('97 Zi-R)

### Silnik
- R4 2,0 l (1991 cm³), 4 zawory na cylinder, DOHC
- Układ zasilania: wtrysk EFi
- Średnica cylindra × skok tłoka: 83,00 mm × 92,00 mm
- Stopień sprężania: 10,4:1
- Moc maksymalna: 170 KM (125 kW) przy 6800 obr./min
- Maksymalny moment obrotowy: 180 N•m przy 5000 obr./min

### Osiągi
- Przyspieszenie 0-100 km/h: b/d
- Prędkość maksymalna: b/d

## Galeria

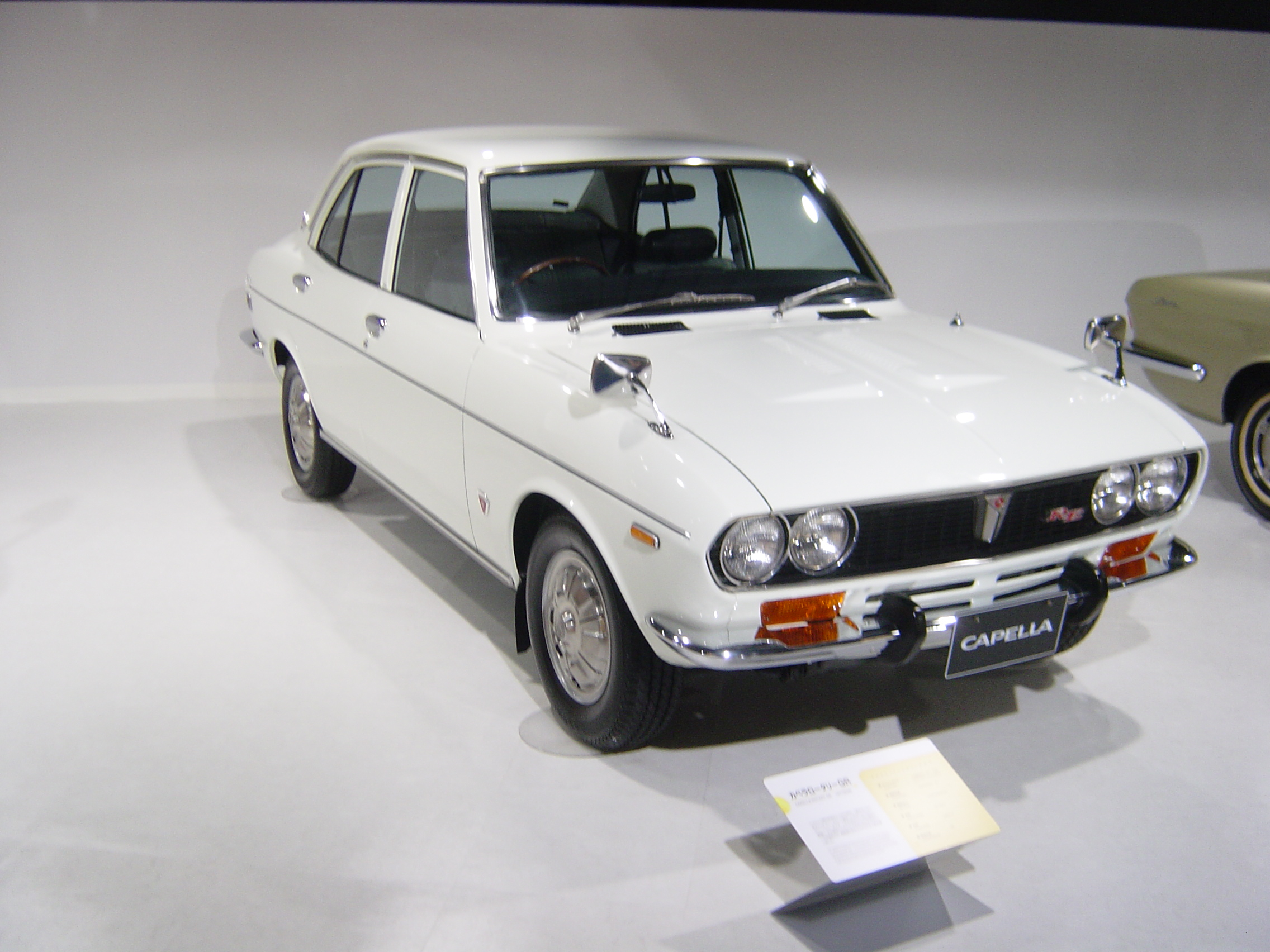
I generacja
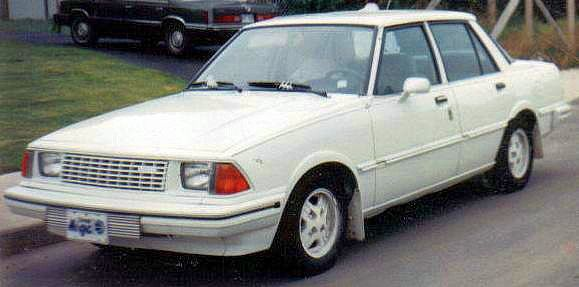
II generacja
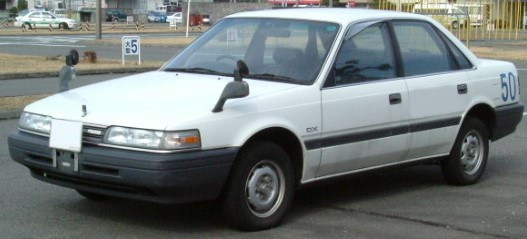
IV generacja
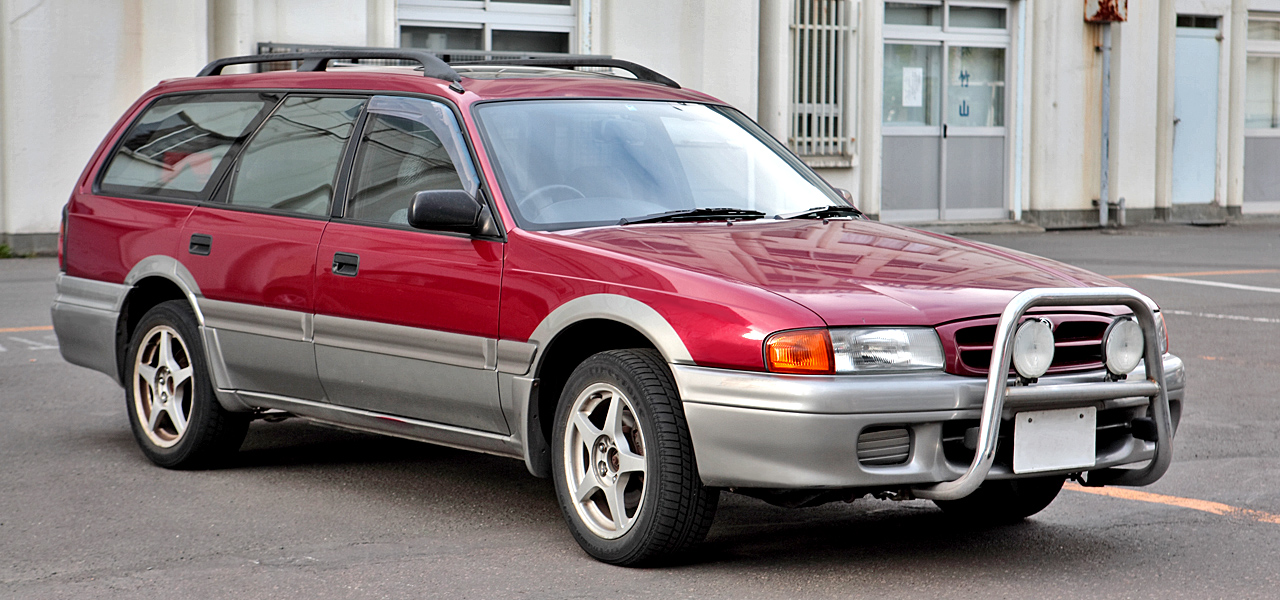
V generacja
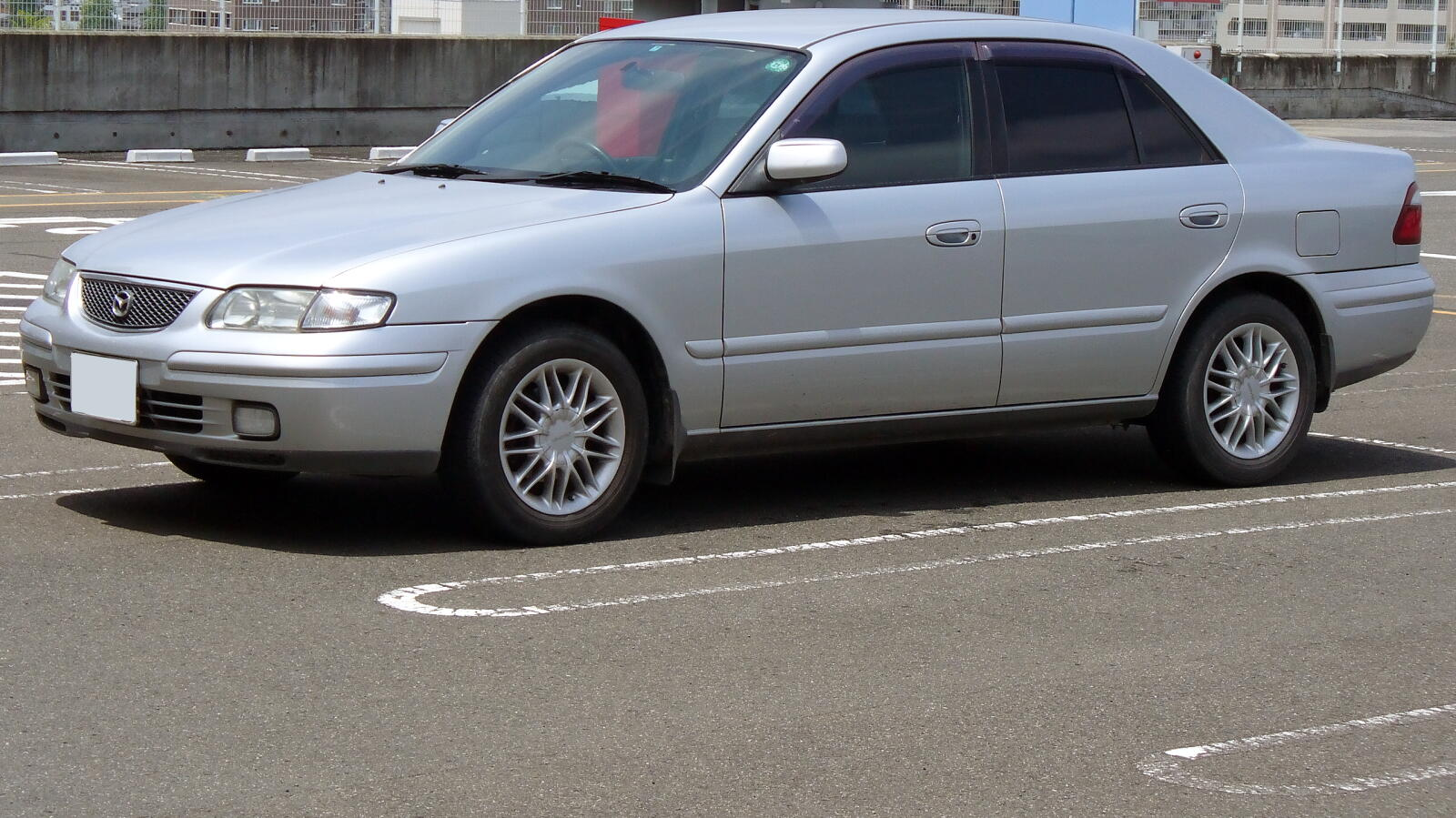
VI generacja